# Cyphonocerus nigrithorax
Cyphonocerus nigrithorax là một loài bọ cánh cứng trong họ Đom đóm (Lampyridae). Loài này được Jeng, Yang & Satô miêu tả khoa học năm 2006.